# Clasificación americana para la Copa Mundial de Rugby de 2019

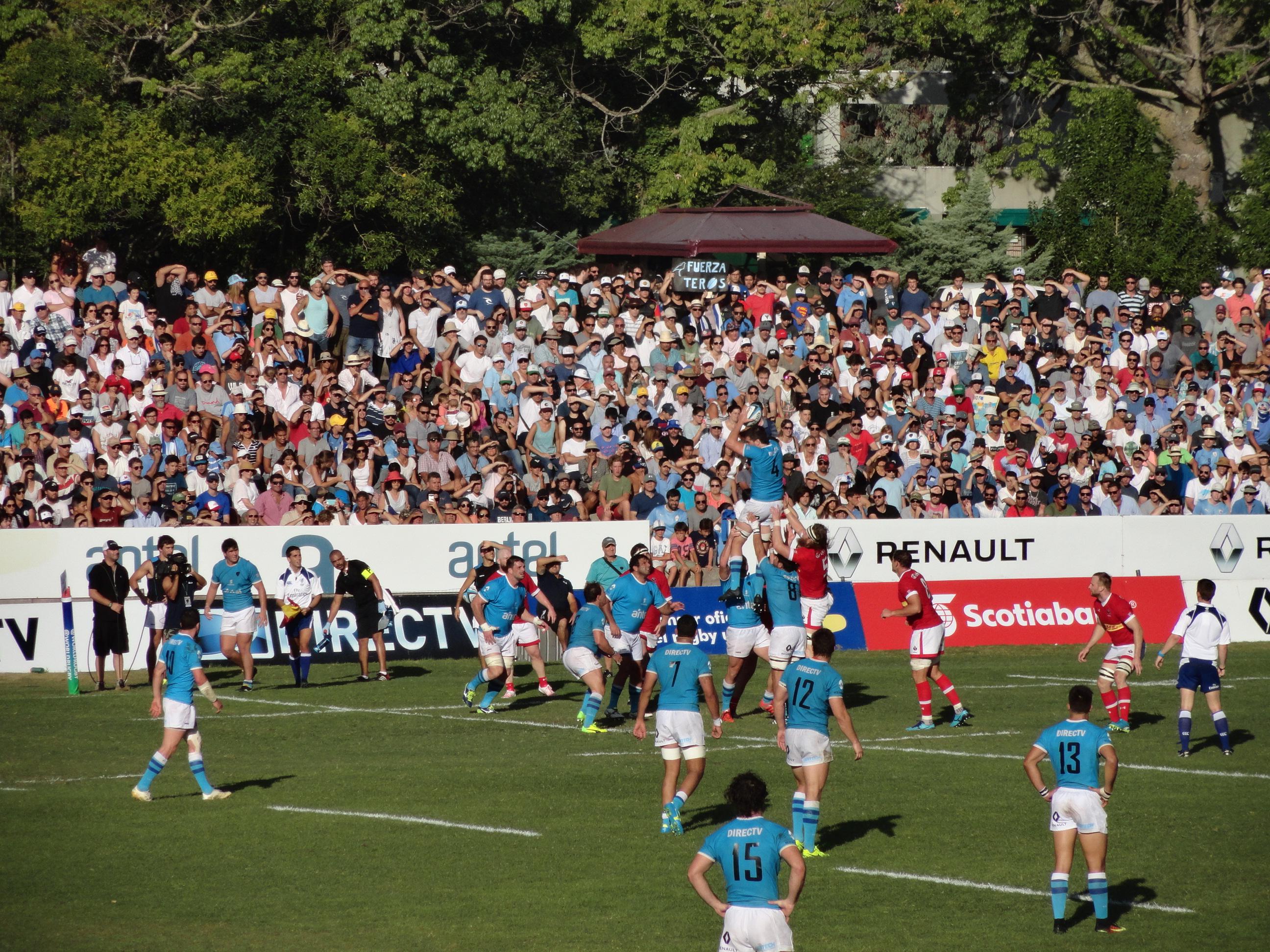
Partido de la clasificación americana a la Copa Mundial de Rugby 2019 entre Uruguay y Canadá.

El proceso de clasificación de América para la Copa Mundial de Rugby Japón 2019 empezó en marzo de 2016. Veinte equipos compitieron para los dos cupos directos asignados para la región para la Copa Mundial de Rugby de 2019 disputada en Japón, y uno por a través de la repesca.

## Formato
El proceso de clasificación para la región de América fue dividido en cuatro rondas, se utilizó el mismo formato que la edición 2015. La primera ronda tuvo lugar en 2016, esta con consistió en el Rugby Americas North Championship 2016, antes del mencionado torneo, se realizó un repechaje entre San Vicente y las Granadinas y Jamaica.
Los ganadores de cada zona compitieron en una final del Campeonato y jugaron contra el ganador del Sudamericano de Rugby B 2016
Ronda 2 que tuvo lugar en 2016, con el Sudamericano de Rugby B 2016 donde el equipo ganador del torneo jugó contra el ganador del Rugby Americas North Championship 2016 que se enfrentará a la selección de Paraguay y dejara el último cupo para la tercera ronda.
Ronda 3 tuvo lugar en 2017, consistente en el Sudamericano de Rugby A 2017, el campeón de dicho torneo avanzó a la ronda 4.
El ganador y subcampeón de esta ronda adelantará a Ronda 4, y jugará un play off contra Canadá y Estados Unidos con un partido de local y uno de visitante y los ganadores clasificarían como América 1. Ronda 3B será formado por una casa y fuera serie de play off entre la parte norte de las naciones de América, Canadá y los Estados Unidos, donde el ganador de la serie de play off que cualifica como América.

## Participantes
La Copa Mundial de Rugby de 2019 equipos que competirá para el 2019  (Mundial rankings, mostrado en paréntesis, es a primer partido de cualificación de la América el 5 de marzo de 2016)
| Nación                       | WRR 5/3/16 | Zona  | Inicio               | Estado                                                    |
| ---------------------------- | ---------- | ----- | -------------------- | --------------------------------------------------------- |
| Argentina                    | 6          | Sur   | clasificado          | Clasificado por pasar a segunda ronda el mundial anterior |
| Bahamas                      | 86         | Norte | 7 de mayo de 2016    | Eliminado por Islas Caimán el 21 de mayo de 2016          |
| Barbados                     | 75         | Norte | 23 de abril de 2016  | Eliminado por Trinidad y Tobago el 21 de mayo de 2016     |
| Bermudas                     | 67         | Norte | 21 de mayo de 2016   | Eliminado por Islas Caimán el 18 de junio de 2016         |
| Brasil                       | 38         | Sur   | 23 de abril de 2016  | Eliminado en Ronda 3A                                     |
| Canadá                       | 19         | Norte | 24 de junio de 2017  | Clasificó en el torneo final de repechaje                 |
| Islas Caimán                 | 61         | Norte | 21 de mayo de 2016   | Eliminado por México el 2 de julio de 2016                |
| Chile                        | 27         | Sur   | 23 de abril de 2016  | Eliminado en Ronda 3A                                     |
| Colombia                     | 47         | Sur   | 2 de octubre de 2016 | Eliminado por Paraguay el 19 de noviembre de 2016         |
| Ecuador                      | NR         | Sur   | 27 de agosto de 2016 | Eliminado por Venezuela el 5 de octubre de 2016           |
| Guatemala                    | NR         | Sur   | 27 de agosto de 2016 | Eliminado por Ecuador el 27 de agosto de 2016             |
| Guyana                       | 54         | Norte | 23 de abril de 2016  | Eliminado por México el 1 de octubre de 2016              |
| Jamaica                      | 78         | Norte | 5 de marzo de 2016   | Eliminado por Guyana el 21 de mayo de 2016                |
| México                       | 56         | Norte | 7 de mayo de 2016    | Eliminado por Colombia el 29 de octubre de 2016           |
| Paraguay                     | 37         | Sur   | 23 de abril de 2016  | Eliminado en Ronda 3A                                     |
| Perú                         | 71         | Sur   | 2 de octubre de 2016 | Eliminado por Colombia el 5 de octubre de 2016            |
| San Vicente y las Granadinas | 79         | Norte | 5 de marzo de 2016   | Eliminado por Jamaica el 5 de marzo de 2016               |
| Trinidad y Tobago            | 44         | Norte | 23 de abril de 2016  | Eliminado por Guyana el 18 de junio de 2016               |
| Uruguay                      | 20         | Sur   | 23 de abril de 2016  | Clasificado al derrotar a Canadá el 3 de febrero de 2018  |
| Estados Unidos               | 17         | Norte | 24 de junio de 2017  | Clasificado al derrotar a Canadá el 1 de julio de 2017    |
| Venezuela                    | 68         | Sur   | 2 de octubre de 2016 | Eliminado por Colombia el 8 de octubre de 2016            |

## Ronda 1

### Ronda 1A:Rugby Americas North Championship 2016
Tomando en cuenta como clasificación previa al torneo, Esta ronda fue para los miembros de la NACRA y estuvo separado a dos zonas, una zona del sur y del norte, previo al torneo existió un repechaje entre San Vicente y las Granadinas y Jamaica por el último cupo al torneo.

#### Clasificación
| 5 de marzo de 2016 | San Vicente y las Granadinas | 0 – 48  | Jamaica | Arnos Vale Stadium, Arnos Vale                        |                                                       |
| 13:00              |                              | Reporte |         | Asistencia: 1000 espectadores Árbitro(s): Nigel Owens | Asistencia: 1000 espectadores Árbitro(s): Nigel Owens |

#### Zona Norte
| Pos. | Equipo       | Encuentros | Encuentros | Encuentros | Encuentros | Tantos  | Tantos    | Tantos     | BO | BD | Puntos |
| Pos. | Equipo       | jugados    | ganados    | empatados  | perdidos   | a favor | en contra | diferencia | BO | BD | Puntos |
| --- | ------------ | ---------- | ---------- | ---------- | ---------- | ------- | --------- | ---------- | -- | -- | ------ |
| 1 | México       | 3          | 3          | 0          | 0          | 148     | 37        | + 111      | 3  | 0  | 15     |
| 2 | Islas Caimán | 3          | 2          | 0          | 1          | 91      | 53        | + 38       | 1  | 0  | 9      |
| 3 | Bermudas     | 3          | 1          | 0          | 2          | 51      | 135       | – 84       | 1  | 0  | 5      |
| 4 | Bahamas      | 3          | 0          | 0          | 3          | 24      | 89        | – 65       | 0  | 0  | 0      |
| Los puntos de la clasificación se obtienen del siguiente modo: Victoria - 4 puntos Empate - 2 puntos 4 o más ensayos - 1 punto Derrota por 7 puntos o menos - 1 punto Derrota por más de 7 puntos - 0 puntos |              |            |            |            |            |         |           |            |    |    |        |

| 7 de mayo de 2016 | Bahamas | 3 – 39  | México | Winton Rugby Field, Nassau |             |
| 16:00             |         | Reporte |        | Árbitro(s):                | Árbitro(s): |

| 21 de mayo de 2016 | Islas Caimán | 20 – 8  | Bahamas | Complejo Deportivo Truman Bodden, George Town        |                                                      |
| 18:00              |              | Reporte |         | Asistencia: 1050 espectadores Árbitro(s): Jamie Baum | Asistencia: 1050 espectadores Árbitro(s): Jamie Baum |

| 21 de mayo de 2016 | México | 75 – 10 | Bermudas | Universidad Iberoamericana, Ciudad de México         |                                                      |
| 14:00              |        | Reporte |          | Asistencia: 450 espectadores Árbitro(s): Harry Mason | Asistencia: 450 espectadores Árbitro(s): Harry Mason |

| 4 de junio de 2016 | Bermudas | 30 – 13 | Bahamas | National Sports Center, Hamilton |                      |
| 16:30              |          | Reporte |         | Árbitro(s): J Colgan             | Árbitro(s): J Colgan |

| 18 de junio de 2016 | Islas Caimán | 47 – 11 | Bermudas | Complejo Deportivo Truman Bodden, George Town          |                                                        |
| 19:00               |              | Reporte |          | Asistencia: 1100 espectadores Árbitro(s): Miles McIvor | Asistencia: 1100 espectadores Árbitro(s): Miles McIvor |

| 2 de julio de 2016 | México | 34 – 24 | Islas Caimán | Campo De Rugby, Dos Ríos, México                      |                                                       |
| 14:00              |        | Reporte |              | Asistencia: 650 espectadores Árbitro(s): Shaun Bastic | Asistencia: 650 espectadores Árbitro(s): Shaun Bastic |

#### Zona Sur
| Pos. | Equipo            | Encuentros | Encuentros | Encuentros | Encuentros | Tantos  | Tantos    | Tantos     | BO | BD | Puntos |
| Pos. | Equipo            | jugados    | ganados    | empatados  | perdidos   | a favor | en contra | diferencia | BO | BD | Puntos |
| --- | ----------------- | ---------- | ---------- | ---------- | ---------- | ------- | --------- | ---------- | -- | -- | ------ |
| 1 | Guyana            | 3          | 3          | 0          | 0          | 93      | 40        | + 53       | 2  | 0  | 14     |
| 2 | Trinidad y Tobago | 3          | 2          | 0          | 1          | 91      | 41        | + 48       | 2  | 1  | 11     |
| 3 | Barbados          | 3          | 1          | 0          | 2          | 22      | 87        | – 65       | 0  | 0  | 4      |
| 4 | Jamaica           | 3          | 0          | 0          | 3          | 19      | 57        | – 38       | 0  | 0  | 0      |
| Los puntos de la clasificación se obtienen del siguiente modo: Victoria - 4 puntos Empate - 2 puntos 4 o más ensayos - 1 punto Derrota por 7 puntos o menos - 1 punto Derrota por más de 7 puntos - 0 puntos |                   |            |            |            |            |         |           |            |    |    |        |

| 23 de abril de 2016 | Guyana | 48 – 17 | BAR | Providence National Stadium, Georgetown |                              |
| 15:00               |        | Reporte |     | Árbitro(s): Haylee Slaughter            | Árbitro(s): Haylee Slaughter |

| 23 de abril de 2016 | Trinidad y Tobago | 34 – 14 | Jamaica | St Mary's College Ground, Port of Spain |                             |
| 15:00               |                   | Reporte |         | Árbitro(s): Jorge Rodríguez             | Árbitro(s): Jorge Rodríguez |

| 21 de mayo de 2016 | BAR | 5 – 39  | Trinidad y Tobago | Garrison Savannah, Bridgetown |                          |
| 15:30              |     | Reporte |                   | Árbitro(s): John Stevens      | Árbitro(s): John Stevens |

| 21 de mayo de 2016 | Guyana | 23 – 5  | Jamaica | Providence National Stadium, Georgetown |                           |
| 16:00              |        | Reporte |         | Árbitro(s): Michael Jones               | Árbitro(s): Michael Jones |

| 18 de junio de 2016 | Jamaica | vs. | BAR |                                |  |
|                     |         |     |     | Árbitro(s): Antonio Magallanes |  |

| 18 de junio de 2016 | Trinidad y Tobago | 18 – 22 | Guyana | Hasely Crawford Stadium, Port of Spain |                           |
| 16:00               |                   | Reporte |        | Árbitro(s): David Sherwin              | Árbitro(s): David Sherwin |

#### Final RAN Championship 2016 - Final fase 1A
| 1 de octubre de 2016 | México | 32 – 3 | Guyana | Estadio Roberto Tapatío Méndez, Ciudad de México |                        |
| 14:00                |        |        |        | Árbitro(s): Jim Rogers                           | Árbitro(s): Jim Rogers |

### Ronda 1B:Sudamericano de Rugby B 2016

#### Clasificación
| 27 de agosto de 2016 | Ecuador | 26 – 25 | Guatemala | Estadio Modelo Alberto Spencer, Guayaquil |                              |
| 15:00                |         |         |           | Árbitro(s): Henrique Platais              | Árbitro(s): Henrique Platais |

#### 2016 CONSUR Campeonato de Rugby B
El Campeonato Sudamericano de Rugby 2016 "B" se celebró en octubre de 2016 y fue organizado por Perú en Lima.
| Pos.                                                                                 | Equipo    | Encuentros | Encuentros | Encuentros | Encuentros | Tantos  | Tantos    | Tantos     | Puntos |
| Pos.                                                                                 | Equipo    | jugados    | ganados    | empatados  | perdidos   | a favor | en contra | diferencia | Puntos |
| ------------------------------------------------------------------------------------ | --------- | ---------- | ---------- | ---------- | ---------- | ------- | --------- | ---------- | ------ |
| 1                                                                                    | Colombia  | 3          | 3          | 0          | 0          | 149     | 29        | 120        | 9      |
| 2                                                                                    | Venezuela | 3          | 2          | 0          | 1          | 95      | 51        | 44         | 6      |
| 3                                                                                    | Perú      | 3          | 1          | 0          | 2          | 87      | 79        | 8          | 3      |
| 4                                                                                    | Ecuador   | 3          | 0          | 0          | 3          | 20      | 192       | -172       | 0      |
| Se otorgan 3 puntos al equipo que gane un partido, 1 al que empate y 0 al que pierda |           |            |            |            |            |         |           |            |        |

| 2 de octubre de 2016 | Ecuador | 5 – 75 | Colombia | Estadio Niño Héroe Manuel Bonilla, Lima |                              |
| 14:00                |         |        |          | Árbitro(s): Martín Bangueses            | Árbitro(s): Martín Bangueses |

| 2 de octubre de 2016 | Perú | 8 – 33 | Venezuela | Estadio Niño Héroe Manuel Bonilla, Lima |                            |
| 16:00                |      |        |           | Árbitro(s): Martín Pettina              | Árbitro(s): Martín Pettina |

| 5 de octubre de 2016 | Venezuela | 52 – 10 | Ecuador | Estadio Niño Héroe Manuel Bonilla, Lima |                                |
| 14:00                |           |         |         | Árbitro(s): Francisco Saavedra          | Árbitro(s): Francisco Saavedra |

| 5 de octubre de 2016 | Colombia | 41 – 14 | Perú | Estadio Niño Héroe Manuel Bonilla, Lima |                              |
| 16:00                |          |         |      | Árbitro(s): Martín Bangueses            | Árbitro(s): Martín Bangueses |

| 8 de octubre de 2016 | Perú | 60 – 5 | Ecuador | Estadio Niño Héroe Manuel Bonilla, Lima |  |
| 14:00                |      |        |         |                                         |  |

| 8 de octubre de 2016 | Venezuela | 10 – 35 | Colombia | Estadio Niño Héroe Manuel Bonilla, Lima |  |
| 16:00                |           |         |          |                                         |  |

### Ronda 1 Final
| 29 de octubre de 2016 | Colombia | 29 – 11 | México | Estadio Cincuentenario, Medellín |  |
| 15:00                 |          |         |        |                                  |  |

## Ronda 2

### Ronda 2A:Sudamericano de Rugby A 2016
| Pos.                                                                                 | Equipo   | Encuentros | Encuentros | Encuentros | Encuentros | Tantos  | Tantos    | Tantos     | Puntos |
| Pos.                                                                                 | Equipo   | jugados    | ganados    | empatados  | perdidos   | a favor | en contra | diferencia | Puntos |
| ------------------------------------------------------------------------------------ | -------- | ---------- | ---------- | ---------- | ---------- | ------- | --------- | ---------- | ------ |
| 1                                                                                    | Uruguay  | 3          | 3          | 0          | 0          | 135     | 43        | +92        | 9      |
| 2                                                                                    | Chile    | 3          | 1          | 1          | 1          | 102     | 66        | +36        | 4      |
| 3                                                                                    | Brasil   | 3          | 1          | 1          | 1          | 66      | 77        | –11        | 4      |
| 4                                                                                    | Paraguay | 3          | 0          | 0          | 3          | 43      | 160       | –117       | 0      |
| Se otorgan 3 puntos al equipo que gane un partido, 1 al que empate y 0 al que pierda |          |            |            |            |            |         |           |            |        |

| 23 de abril de 2016 | Brasil | 14 – 36 | Uruguay | Allianz Parque, São Paulo                                |                                                          |
| 16:20               |        | Reporte |         | Asistencia: 7692 espectadores Árbitro(s): Juan Sylvestre | Asistencia: 7692 espectadores Árbitro(s): Juan Sylvestre |

| 23 de abril de 2016 | Chile | 68 – 7  | Paraguay | Old Grangonian Club, Santiago |                              |
| 16:00               |       | Reporte |          | Árbitro(s): Damian Schneider  | Árbitro(s): Damian Schneider |

| 30 de abril de 2016 | Paraguay | 15 – 60 | Uruguay | Parque Olímpico, Asunción    |                              |
| 16:00               |          | Reporte |         | Árbitro(s): Henrique Platais | Árbitro(s): Henrique Platais |

| 30 de abril de 2016 | Brasil | 20 – 20 | Chile | Estadio Pacaembú, São Paulo                                 |                                                             |
| 16:20               |        | Reporte |       | Asistencia: 7270 espectadores Árbitro(s): Alejandro Longres | Asistencia: 7270 espectadores Árbitro(s): Alejandro Longres |

| 7 de mayo de 2016 | Uruguay | 39 – 14 | Chile | Estadio Charrúa, Montevideo                              |                                                          |
| 15:30             |         | Reporte |       | Asistencia: 6000 espectadores Árbitro(s): Juan Sylvestre | Asistencia: 6000 espectadores Árbitro(s): Juan Sylvestre |

| 7 de mayo de 2016 | Paraguay | 21 – 32 | Brasil | Parque Olímpico, Asunción      |                                |
| 15:30             |          | Reporte |        | Árbitro(s): Claudio Cattivelli | Árbitro(s): Claudio Cattivelli |

### Ronda 2 Final
| 19 de noviembre de 2016 | Paraguay | 39 – 27 | Colombia | Estadio Héroes de Curupayty, Luque |  |
| 16:00                   |          |         |          |                                    |  |

## Ronda 3

### Ronda 3A:Sudamericano de Rugby A 2017
| Pos.                                                                                 | Equipo   | Encuentros | Encuentros | Encuentros | Encuentros | Tantos  | Tantos    | Tantos     | Puntos |
| Pos.                                                                                 | Equipo   | jugados    | ganados    | empatados  | perdidos   | a favor | en contra | diferencia | Puntos |
| ------------------------------------------------------------------------------------ | -------- | ---------- | ---------- | ---------- | ---------- | ------- | --------- | ---------- | ------ |
| 1                                                                                    | Uruguay  | 3          | 3          | 0          | 0          | 113     | 57        | + 56       | 9      |
| 2                                                                                    | Chile    | 3          | 2          | 0          | 1          | 92      | 44        | + 48       | 6      |
| 3                                                                                    | Brasil   | 3          | 1          | 0          | 2          | 94      | 62        | + 32       | 3      |
| 4                                                                                    | Paraguay | 3          | 0          | 0          | 3          | 32      | 168       | - 136      | 0      |
| Se otorgan 3 puntos al equipo que gane un partido, 1 al que empate y 0 al que pierda |          |            |            |            |            |         |           |            |        |

| 13 de mayo de 2017 | Chile | 15 – 10 | Brasil | Estadio Municipal de La Pintana, Santiago |                            |
| 15:45              |       |         |        | Árbitro(s): Joaquín Montes                | Árbitro(s): Joaquín Montes |

| 13 de mayo de 2017 | Paraguay | 19 – 45 | Uruguay | Estadio Héroes de Curupaytí, Asunción |                           |
| 15:15              |          |         |         | Árbitro(s): Pablo de Luca             | Árbitro(s): Pablo de Luca |

| 20 de mayo de 2017 | Chile | 66 – 7 | Paraguay | Estadio de La Pintana, La Pintana |                              |
| 15:45              |       |        |          | Árbitro(s): Henrique Platais      | Árbitro(s): Henrique Platais |

| 20 de mayo de 2017 | Uruguay | 41 – 27 | Brasil | Estadio Charrúa, Montevideo |                            |
| 15:30              |         |         |        | Árbitro(s): Juan Sylvestre  | Árbitro(s): Juan Sylvestre |

| 26 de mayo de 2017 | Brasil | 57 – 6 | Paraguay | Estadio Pacaembú, São Paulo                                |                                                            |
| 21:00              |        |        |          | Asistencia: 3200 espectadores Árbitro(s): Damian Schneider | Asistencia: 3200 espectadores Árbitro(s): Damian Schneider |

| 27 de mayo de 2017 | Uruguay | 27 – 11 | Chile | Estadio Charrúa, Montevideo                                |                                                            |
| 15:30              |         |         |       | Asistencia: 7500 espectadores Árbitro(s): Federico Anselmi | Asistencia: 7500 espectadores Árbitro(s): Federico Anselmi |

### Ronda 3B: Repechaje: Estados Unidos vs. Canadá
| 24 de junio de 2017 | Canadá | 28 – 28 | Estados Unidos                                                                       | Tim Hortons Field, Hamilton                                |                                                            |
| 15:00 EDT (UTC-4)   | Tries: van der Merwe 7', 18' Carpenter 70' Conversiones: (2/3) O'Leary 8', 71' Penales: (3/5) O'Leary 26', 47', 79' | Reporte | Tries: 9', 36' Civetta 39', 52' Te'o Conversiones: 10', 37', 40', 53' MacGinty (4/4) | Asistencia: 13 138 espectadores Árbitro(s): Ben Whitehouse | Asistencia: 13 138 espectadores Árbitro(s): Ben Whitehouse |

| 1 de julio de 2017 | Estados Unidos | 52 – 16 | Canadá                                                                                     | Torero Stadium, San Diego                              |                                                        |
| 15:00 PDT (UTC-7)  | Tries: Dolan 9', 15' Brakeley 21' Taufete'e 54', 61' Augspurger 63' Waldren 67' Tameilau 78' Conversiones: (6/7) MacGinty 16', 22', 56', 62', 65', 68' (0/1) Magie | Reporte | Tries: 41' Cejvanovic Conversiones: 42' McRorie (1/1) Penales: 19', 32', 40' McRorie (3/3) | Asistencia: 5000 espectadores Árbitro(s): Andrew Brace | Asistencia: 5000 espectadores Árbitro(s): Andrew Brace |

## Ronda 4
El equipo de peor ubicación en el ranking mundial fue el anfitrión en el primer partido y visitante en el segundo.
| 27 de enero de 2018 | Canadá | 29 – 38 | Uruguay | Estadio BC Place, Vancouver                                                                                      | |
| 17:10 (UTC-8)       | Tries: Olmstead 17' van der Merwe 24' Try penal 46' Blevins 71' Conversiones: (2/2) Braid 19', 25' (0/1) Mack Penales: (1/1) Braid 22' | Reporte | Tries: 1' Silva 30' Leivas 40' Arata 51' Dotti 56' Capó Ortega Conversiones: 2', 31', 40', 52', 57' Berchesi (5/5) Penales: 75' Berchesi (1/5) | Asistencia: 16 132 espectadores Árbitro(s): Andrew Brace Juez de touch: Kurt Weaver Juez de touch: Derek Summers | Asistencia: 16 132 espectadores Árbitro(s): Andrew Brace Juez de touch: Kurt Weaver Juez de touch: Derek Summers |

| 3 de febrero de 2018 | Uruguay | 32 – 31 | Canadá | Estadio Charrúa, Montevideo                                                         |                                                                                     |
| 17:00 (UTC-3)        | Tries: Dotti 34' Cat 42' Vilaseca 64', 74' Conversiones: (3/4) Berchesi 35', 65', 75' Penales: (2/3) Berchesi 37', 56' | Reporte | Tries: 12', 80' van der Merwe 26' Paris 70' Sears-Duru Conversiones: 27' Staller (1/3) Penales: 5', 40', 53' Staller (3/3) | Árbitro(s): Luke Pearce Juez de touch: Federico Anselmi Juez de touch: Pablo Deluca | Árbitro(s): Luke Pearce Juez de touch: Federico Anselmi Juez de touch: Pablo Deluca |